# Crimen de la catana
Se conoce como el crimen de la katana al doble parricidio y fratricidio cometido por un menor de dieciséis años, en el barrio de Santiago el Mayor de Murcia (España), en el año 2000. El crimen, que causó conmoción en la sociedad española, fue el primer caso de delito grave en ser juzgado con la nueva ley del menor, aprobada unos meses antes.

## Descripción del caso
José Rabadán Pardo, conocido popularmente como El asesino de la catana, era aficionado a las artes marciales y las armas blancas. Originario de Murcia, el comportamiento del joven era descrito como «reservado» y «educado». Un año antes de cometer el asesinato, Rabadán intentó fugarse de casa y dejó los estudios.
A las seis y media de la mañana del 1 de abril de 2000 Rabadán se dirigió a la habitación de su padre y, mientras dormía, le infligió varias heridas mortales con una katana japonesa de 71 cm de longitud de hoja. A continuación fue a las habitaciones de su madre y de su hermana (de nueve años y con síndrome de Down), que se habían despertado por el revuelo y las hirió de gravedad con la katana para después rematarlas con un machete. Las víctimas sufrieron amputaciones de sus dedos mientras se defendían de los cortes. Consumados los asesinatos, puso sendas bolsas en la cabeza a los cadáveres y los trasladó al cuarto de baño. Luego cogió el teléfono móvil y 15 000 pesetas y se marchó de casa sobre las siete de la mañana. Rabadán fue detenido por la Policía (ahora Policía Nacional) dos días después en la estación de tren de Alicante.
En un rápido y polémico juicio, y amparado por la ley del menor aprobada en enero de ese año, Rabadán fue condenado a seis años en un centro de menores y otros dos en régimen de libertad vigilada. Reside en Santander, está casado, tiene una hija y trabaja como bróker de bolsa.
Respecto a su cuadro psíquico, el doctor García Andrade afirmó que el menor padecía un cuadro de «psicosis epiléptica idiopática», lo que según él habría provocado que el joven no hubiera controlado sus actos durante el homicidio. Por su parte, el también doctor Barcia Selorio confirma que, pese a padecer epilepsia, habría sido víctima de una mezcla de confusión y arrebato motivada por creencias absurdas y fantasiosas que «habrían desencadenado una conducta desconectada de su personalidad».

## Acontecimientos posteriores
Diecisiete años después del crimen, se emitió un documental producido por el canal DMAX en el cual Rabadán declaró estar rehabilitado. En este documental, se revela que se ha convertido en un miembro de la Iglesia evangélica, se ha casado con una mujer de etnia gitana y tiene una hija.

## Filmografía
Juan Moya filmó en 2018 el documental Yo fui un asesino, sobre el caso Rabadán.